# Ferdinand Bimpage
Hinrich Otto Ferdinand Bimpage (* 29. Oktober 1867 in Lüneburg; † 9. Oktober 1956 in Leipzig) war ein deutscher Fotograf. Er war in Halle an der Saale und Leipzig tätig. Bekannt wurde Bimpage durch seine Architekturaufnahmen.

## Leben
Über den Werdegang und das Leben von Ferdinand Bimpage ist wenig bekannt. Er war vermutlich ein Sohn des 1827 geborenen Fotografen Heinrich Bimpage, der ab 1867 in Lüneburg ein fotografisches Atelier „Bimpage & Cie“ mit der Adresse „Auf dem Meere 3“ hatte. Zunächst hatte Bimpage ein Atelier in Hamburg betrieben. In den Jahren 1862 und 1863 erschienen in den Hamburger Nachrichten mehrere Anzeigen von „Bimpage & Co“ mit der Adresse Neuerwall 27. Am 3. März 1865 hatte sich „Heinrich Wilhelm Georg Friedrich Bimpage“ beim Gewerbebüro für Nichtstaatsangehörige gemeldet. Bimpage erhielt im Juni 1867 ein Ehrendiplom als Gründer des Hamburger Photographen-Vereins. Zu diesem Zeitpunkt hatte er Hamburg verlassen. Er wurde 1868 auf der „Dritte Ausstellung für photographische Arbeiten“ in Hamburg mit einer Bronzemedaille für die Qualität seiner Porträts ausgezeichnet und erhielt dort 1871 einen ersten Preis. Bimpage war Freimaurer. Er starb 1903.
Ferdinand Bimpage trat 1887 in das väterliche Fotogeschäft ein. 
Hatte er um 1900 noch Genrebilder wie den Schäfer mit seiner Herde fotografiert, der in der Photographischen Rundschau zu sehen war, so spezialisierte er sich später auf die Architekturfotografie. Er dokumentierte zum Beispiel den Bau der Messehalle 20 nach Plänen des Architekten Curt Schiemichen.
Seine Bilder waren in Zeitungen und Zeitschriften zu sehen; er brachte aber auch Fotomappen zu bestimmten Themen heraus. Um 1905 etwa veröffentlichte er im Selbstverlag eine Mappe, die den Titel Hallenser Bilderbogen trug und zwölf Abbildungen der Stadt enthielt, 1912 zusammen mit Adolf Müller die Große Gartenbau-Ausstellung in Halle a. d. Saale 1912. Um 1925 kam Deutschlands Ehrenmal im Stromgebiet der Elbe heraus, etwa um dieselbe Zeit auch Die Universität Halle und ihr Bilderschmuck.
Ferdinand Bimpages Fotografien wurden anlässlich der 29. Wanderversammlung des Deutschen Photographen-Vereins im August 1900 prämiert. Zu dieser Zeit war er in Halle ansässig. Sein Atelier lag an der „Alten Promenade“. Im Adressbuch von 1904 verwies er erstmals als „Photograph und Anstalt für Amateur-Photographie“ in einer Anzeige auf seine „Spezialität: Architektur- und Landschaftsaufnahmen“. Später bot er zusätzlich photographische Bedarfsartikel an. Bis 1917 finden sich Einträge in den Adressbüchern von Halle. Ab 1917 finden sich Einträge im Leipziger Adressbuch.
Die Rückseiten von Fotografien bezeichnete er zeitweise mit „Ferd. Bimpage Industrie Photograph, Leipzig“.  Auf 1928 wird eine Aufnahme des „Pfännerhofs“ datiert, der offenbar als Kantine für die Beschäftigten der Grube Friedrich Ernst im Norden Senftenbergs genutzt wurde. Bimpage belieferte auch die Fotosammlung des Leipziger Messeamtes mit Bildern.
Erhalten sind über 800 Fotografien, die in der Zeit von 1920 bis 1937 im Auftrag oder im weitesten Sinne für die „Leipziger Messe“ aufgenommen wurden. Ein weiterer Bestand befindet sich im Stadtgeschichtlichen Museum Leipzig.
Hin und wieder tauchen Fotografien Bimpages im Auktionshandel auf, 2011 etwa das Interieur eines Zimmers eines Hauses der Bauhaussiedlung Dessau–Törten.

## Werke
- Hallenser Bilderbogen. Alt-Halle. Überreicht von Ferdinand Bimpage, Photograph. Mit 12 Blättern, lose in einer Mappe, Halle, Selbstverlag, ca. 1905
- Große Gartenbau-Ausstellung in Halle a. d. Saale 1912
- Deutschlands Ehrenmal im Stromgebiet der Elbe. Broschek, o. O. [Hamburg], 1925
- Die Universität Halle und ihr Bilderschmuck, 17 Postkarten mit kurzer Erläuterung verkauft zum Besten des Denkmals-Fonds, o. O. um 1925

## Auszeichnungen
- I. Ehrenpreis Baden-Baden 1899[18]